# Ryan Shawcross
Pour les articles homonymes, voir Shawcross.
Ryan James Shawcross, né le 4 octobre 1987 à Chester, est un footballeur international anglais qui joue au poste de défenseur.

## Biographie

### En club
Formé à Manchester United, il dispute son premier match professionnel le 25 octobre 2006 contre Crewe Alexandra FC en FA Cup. En janvier 2007, il est prêté pour la fin de saison au Royal Antwerp FC en Belgique, où il inscrira 3 buts.
En août 2007, il est prêté à Stoke City en Championship (D2) pour six mois, six mois au cours desquels il inscrira sept buts toutes compétitions confondues, une belle performance vu son poste. En janvier 2008, son prêt est transformé en transfert définitif pour 1 M£. Il participe activement à la promotion du club en Premier League et sera nommé dans l'équipe type 2007-2008 de Championship en fin de saison.
Le 15 août 2009, il inscrit le premier but de la saison de Stoke contre Burnley.
Le 27 février 2010, il est expulsé après avoir provoqué la grave blessure d'Aaron Ramsey lors du match Stoke City-Arsenal, remporté 1-3 par Arsenal. Ironie du destin, le même jour, il est convoqué par Fabio Capello pour jouer en équipe d'Angleterre.
En janvier 2022, Shawcross raccroche les crampons après une ultime saison avec l'Inter Miami en Major League Soccer.